# 道の駅野方あらさの
道の駅野方あらさの（みちのえき のがたあらさの）は、鹿児島県曽於郡大崎町野方にある道の駅。鹿児島県道64号大崎輝北線沿いに位置し、東九州自動車道 野方ICと隣接している。
ローソン南九州が施設全体の指定管理者であり、コンビニエンスストアのローソン大崎野方インター店を併設している。

## 概要
町の条例による名称は「地域活性化施設野方あらさの」である。
2014年12月21日に開通した東九州自動車道鹿屋串良JCT - 野方IC - 曽於弥五郎IC間には休憩施設の設置計画がない。これを受け、大崎町は野方IC付近に道の駅を設置することを決定し、平成26年度（2014年度）の3月補正予算として1億5243万6千円が計上された。2014年7月30日にはテナント事業者（指定管理者）としてローソン南九州を選定した。2014年12月13日には野方IC開通記念のウォーキング大会に併せて竣工・落成式が行われ、榎木孝明によるトークショーも催された。

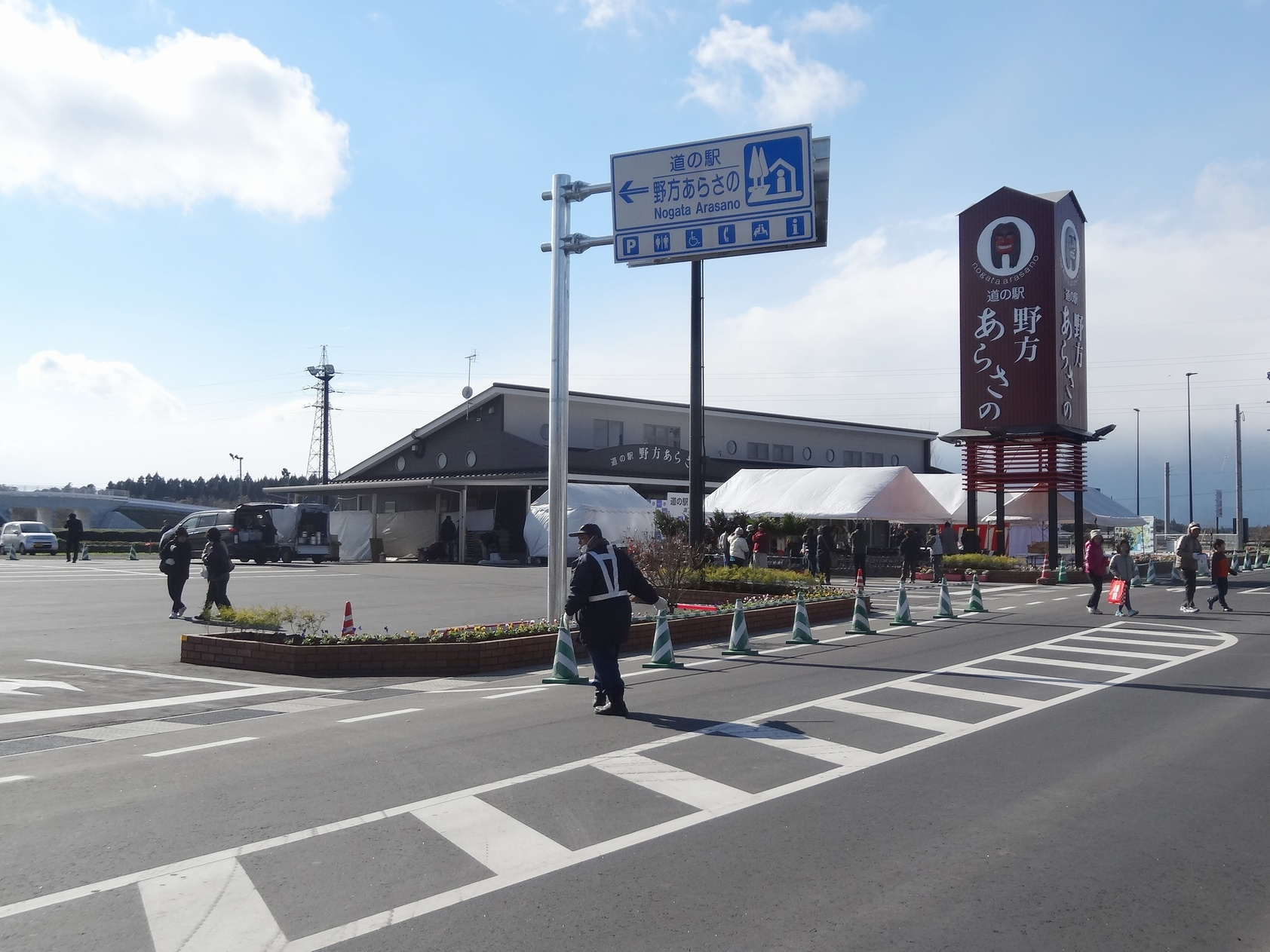
2014年12月13日（竣工・落成式）時点の概観。ローソンは未開業

野方ICが開通した2014年12月21日時点では駐車場・公衆トイレ・情報休憩室が利用可能であり、地域振興施設にあたるローソン大崎野方インター店は2015年3月6日に開店した。

## 施設
敷地面積は約3,190平方メートル、建築面積は約424平方メートル、ローソンの売り場面積は約150平方メートルである。ローソン店内のうち3分の1はJAそお鹿児島（そお鹿児島農業協同組合）、ナンチク（旧・南日本畜産興業）、ジャパンファームなど6事業者の販売スペースとなっている。
- 駐車場 - 45台（普通車40台・大型車3台・身障者用2台）[1]
- 公衆トイレ - 12器（男性7器・女性4器・多目的1器）[1]
- 公衆電話
- 地域振興施設：ローソン大崎野方インター店（農林水産物・特産品・食糧品・日用品販売、ATM設置）
- 情報休憩室（Wi-Fi設置）

## アクセス
- 鹿児島県道64号大崎輝北線 - 登録路線
- 東九州自動車道 - 野方IC
- バス停留所
  - 鹿児島交通 鹿屋 - 鹿児島空港線（高速道路経由） - 2017年10月1日より道の駅に新設されたバス停留所に乗り入れている[9]
  - 2021年12月から2022年1月までは森山観光バスのハートライナー（福岡 - 鹿屋線）も停車していた[10][11]。

## 隣

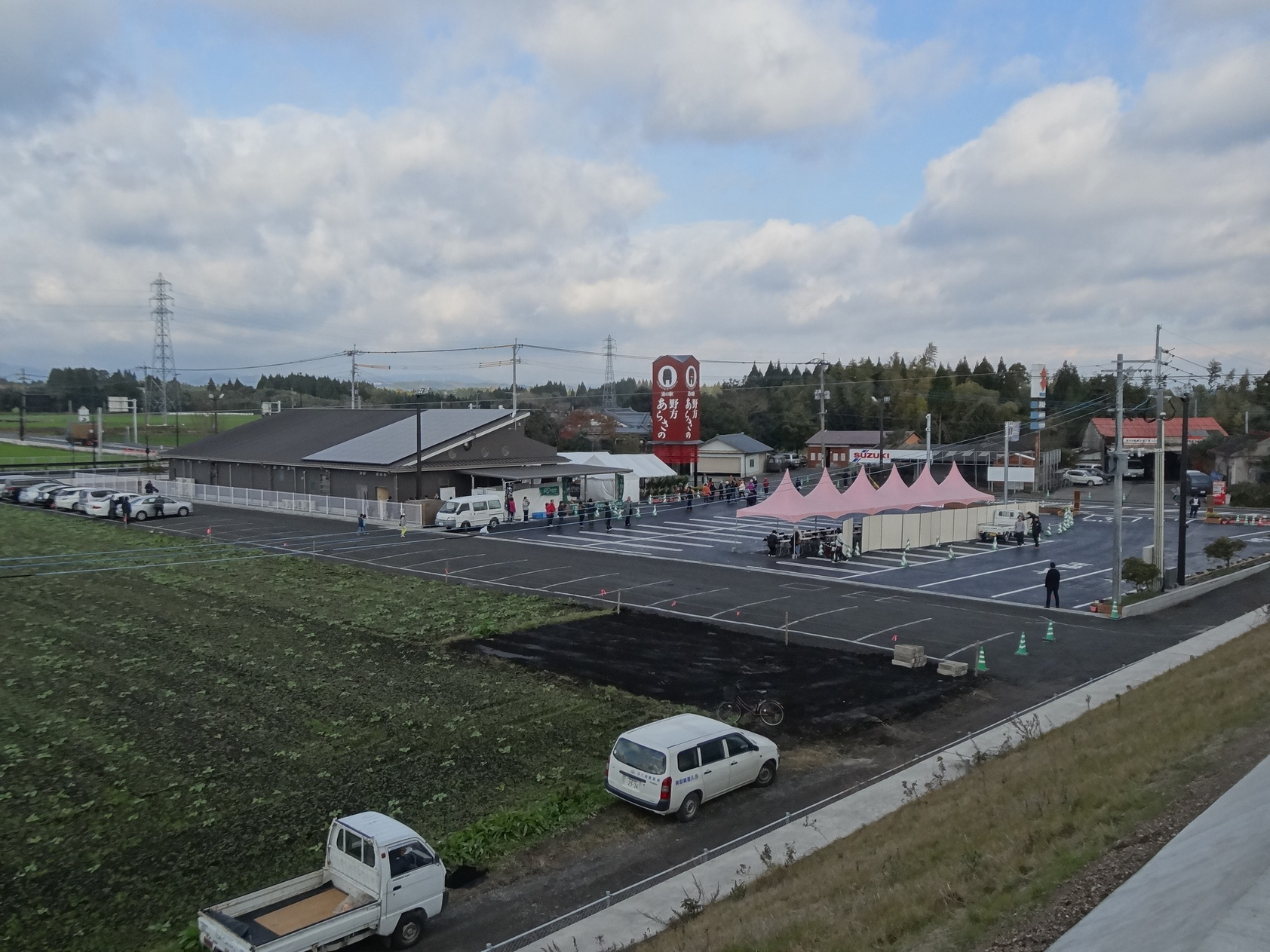
東九州道本線上からの概観（2014年12月13日撮影）

E78 東九州自動車道
(37)鹿屋串良JCT - (37-1) 野方IC/道の駅野方あらさの - (38)曽於弥五郎IC

## 参考資料
- 大崎町企画調整課『広報おおさき』大崎町役場、2015年1月号（第696号）。
- 地域活性化施設野方あらさのの設置及び管理に関する条例（平成26年9月25日条例第22号） - 大崎町例規集。